# AGV
AGV [a:že:ve:] je označení pro vysokorychlostní vlaky (Automotrice à Grande Vitesse, česky vysokorychlostní vlak s poháněnými vozy) pro přepravu cestujících vyráběné společností ALSTOM, které jsou nástupci vysokorychlostních vlaků TGV. Vlaky AGV jsou elektricky poháněná vozidla, pohybující se po kolejích normálního rozchodu.
Pohonný systém je na rozdíl od TGV rozložen do motorů umístěných pod podlahou vozů pro cestující. Z tohoto důvodu souprava nabízí více míst k sezení a může být sestavena ze 7, 8, 11 nebo 14 vozů s celkovou kapacitou 250 až 650 cestujících. Hmotnost vlaku je dle zapojení mezi 270 až 510 tunami. S jinak umístěnými hnacími jednotkami pod každým vozem se zároveň zvyšuje výkonnost vlaku. Výkon se pohybuje okolo 22 kW na tunu tedy 6–12 MW na celou soupravu.
Vzhledem k vysoké cestovní rychlosti, která může dosáhnout až 360 km/h, budou soupravy využívány především na vysokorychlostních tratích. Maximální povolená rychlost pro AGV by měla dosáhnout 400 km/h.

## Historie

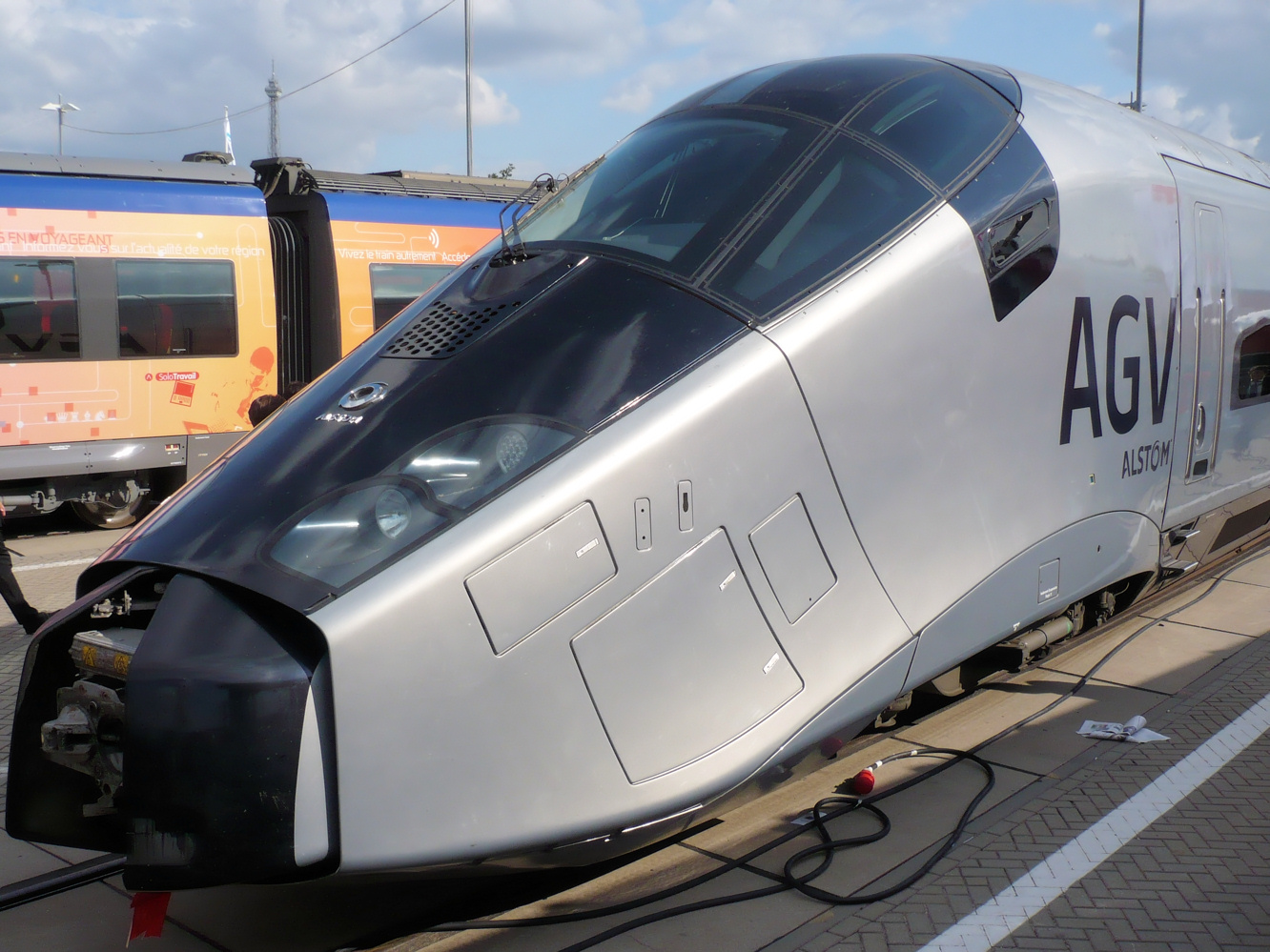
AGV na veletrhu InnoTrans v Berlíně, 2008

27. září 1981 byla ve Francii uvedena do provozu první vysokorychlostní trať určená pro vysokorychlostní vlaky TGV. Ty následně absolvovaly 27 let provozu bez větších problémů. Během těchto let modernizací technologií vznikly mnohé verze vlaků. Jako další generační krok byl začátek vývoje AGV.
Během vývoje byl kladen zvláštní důraz na design vlaku. V rámci změn byly zvětšeny vnitřní prostory vlaku, aniž by se musela zvětšit celková velikost. To je podpořeno také absencí naklápěcího systému. Zároveň byla o 15 % zvětšena okna vlaku. Na návrhu vagonů se podílelo asi 20 návrhářů, stejný počet pak vyvíjel čelní část.
Důraz byl kromě designu interiérů kladen především na vnější aerodynamiku a poprvé v historii také na aeroakustiku. Aerodamický odpor se podařilo vývojářům AGV úpravami snížit o deset až dvacet procent, díky tomu vznikne také až patnáctiprocentní úspora energie a opět vzroste cestovní rychlost.
Další pozornost byla kladena bezpečnosti vlaku. Vznikla tak nedeformovatelná kabina strojvedoucího, která je chráněna protáhlým čelem soupravy rozděleným na tři deformační zóny.

### Prototyp

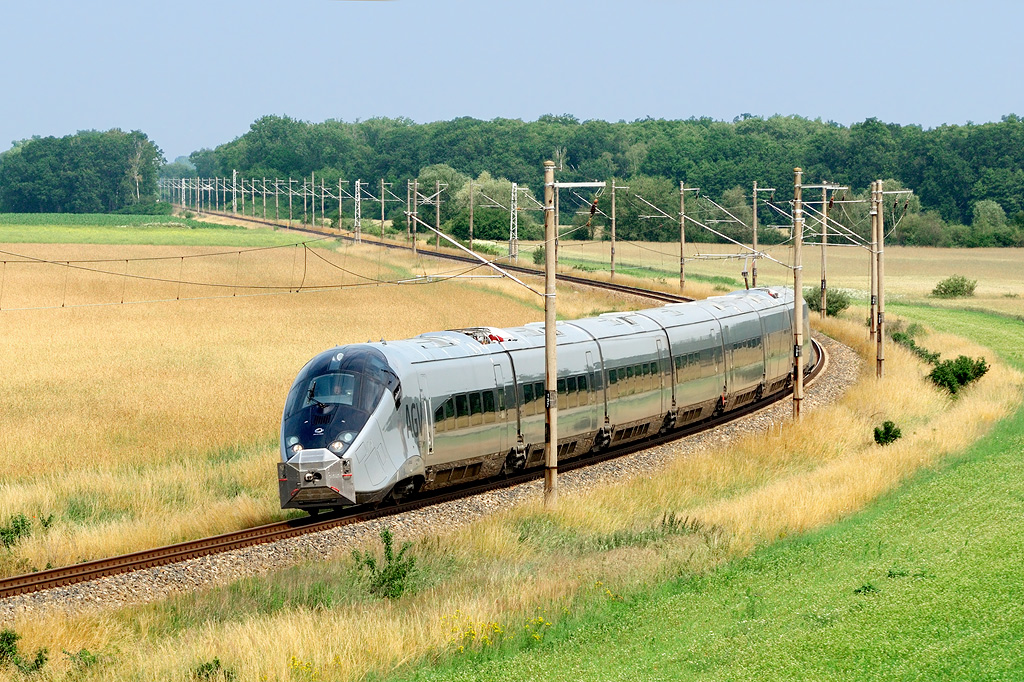
Prototyp AGV na testování v Cerhenicích roku 2009

První protoptyp byl složen ze tří vozů a byl slavnostně představen za přítomnosti bývalého francouzského prezidenta Nicolase Sarkőzyho 5. února 2008.
V rozmezí května až srpna 2008 se zúčastnil prototyp vlaku složený ze sedmi vozů označovaný jako Pégase testovacích zkoušek na testovacím okruhu u Velimi v Česku. Společnost pronajala zařízení pro testování na dobu čtyř měsíců. Během zkoušek byl prověřen brzdový systém a provedeny akustické zkoušky při jízdě rychlostí 200 km/h. Během testování najela souprava asi šedesát tisíc kilometrů. Prototyp testovaný v Česku byl nejkratší variantou stroje složenou ze sedmi vozů, z toho dva byly čelní. Celý vlak měl délku 132 m a čtyři hnací podvozky s celkovou kapacitou 5,6 MW. Dva vagony z celé soupravy byly vybaveny sedadly, další dva sloužily jako zázemí týmu společnosti Alstom a ostatních pět vozů obsahovalo přístroje sledující chování vlaku během zkoušek.
V září 2008 byl prototyp vystaven na veletrhu Innotrans v Berlíně.
Z důvodů rychlostních limitů Cerhenického okruhu, které jsou stanoveny na 200 km/h, byla souprava po výstavě dopravena do Francie, kde od 14. prosince podstoupila zkoušky na vysokorychlostní trati LGV Est européenne. Při nich dosáhla souprava rychlosti až 360 km/h a zkoumána byla v několika směrech. V červenci 2009 se prototyp opět vrátil do Česka, kde postoupil další zkoušky. V nejbližší době bude výrobce, společnost Alstom, usilovat o úspěšný schvalovací proces vlaku ve Francii, Itálii a Německu.

## Zákazníci

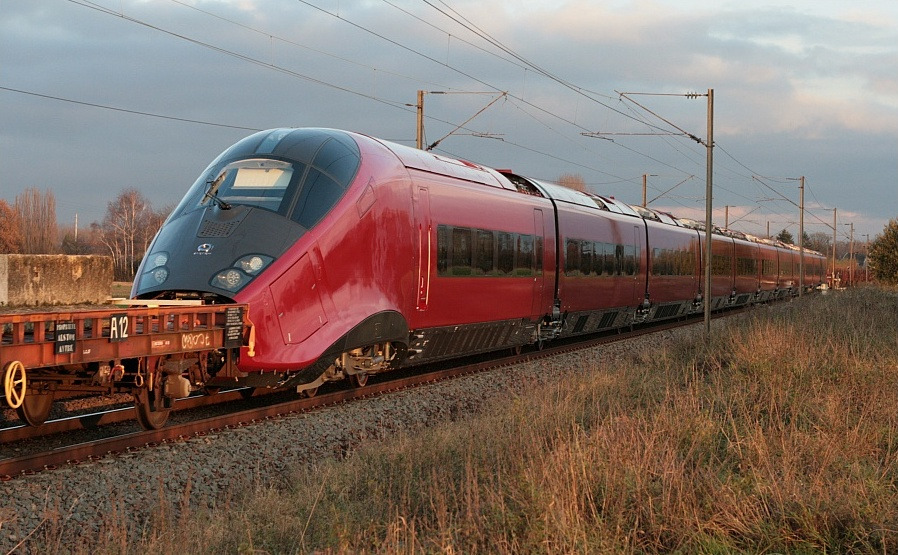
AGV vyrobené pro NTV

Vývoj AGV byl také podpořen společností Nuovo Transporto Viaggiatori (NTV), která projevila zájem o koupi 25 kusů jedenáctivozové verze AGV. Každá jednotka AGV má kapacitu 460 míst. Kontrakt byl podepsán 17. ledna 2008. Do roku 2009 ho chtěla nasadit na trať z Říma do Neapole, nakonec se tak ale po několika dalších odkladech stalo až 28. dubna 2012. Do 21. května téhož roku přepravil vlak AGV 575 .italo na lince Turín – Neapol 45 000 cestujících.
NTV podepsalo kontrakt na výstavbu základny údržby v Nola poblíž Neapole pro její flotilu 25 souprav AGV. Provozovatel má zároveň opci na dalších deset souprav.
Prodejní cena vlaku by se měla pohybovat okolo 30 milionů eur.

## Technika
Pod podlahami jednotlivých vozů AGV se střídavě nacházejí hnací jednotky a transformátory. Pod prostředním vozem celé soupravy je pak umístěna pomocná jednotka. Jednotlivé vozy soupravy pak mají kloubové spojení a hnací jednotky se nacházejí právě mezi vagony pod tímto spojem. Snižuje se tak celková hmotnost soupravy i opotřebení železniční soustavy.
Výkon soupravy je pak podpořen synchronními motory s permanentními magnety o účinnosti 97 % a výkonu 1 kW na kilogram. Rychlost otáčení lze totiž regulovat frekvencí přiváděného střídavého proudu. Frekvenci pak mění IGBT polovodiče.
Spodní část čela soupravy má nezvyklý konkávní tvar, který odklání turbulentní víry. To spolu s řešením mezivozových přechodů snižuje nejen hluk, ale o 10–20 % i aerodynamický odpor. Spotřeba energie je tak snížena o 15 %. Snížením hmotnosti, motory s permanentním magnetem a vylepšeným rekuperačním brzděním úspory energie dosahují celkem 20–30 %.
Emise CO2 na osobokilometr jsou nižší než 10 g, což je mnohem méně než u letecké i automobilové dopravy.
Každý vůz má pouze jeden pár nástupních dveří.
Zařízení instalované v AGV umožňuje jízdu ve 4 trakčních systémech:
- 25 kV 50 Hz AC
- 15 kV 16,7 Hz AC
- 3 kV DC
- 1,5 kV DC

## Nasazení do provozu
| Odkud  | Kam    | Traťová rychlost | Datum nasazení vlaku |
| Neapol | Řím    | 300 km/h         | 28. dubna 2012       |
| Řím    | Miláno | 300 km/h         | plánováno 2012       |